# Neil Robertson (jogador de snooker)
Neil Robertson (Melbourne, 11 de fevereiro de 1982) é um jogador profissional australiano de snooker, vencedor do campeonato mundial de snooker de 2010. Venceu o Grande Prémio de 2006 e em 2007 o Open de Gales. Robertson é o primeiro australiano a ganhar um torneio que conta para o ranking, e o único jogador que ganhou dois torneios para o ranking da temporada 2006/2007. Robertson é o primeiro e único jogador a conseguir, numa só época (2013/14), 100 entradas de 100 ou mais pontos.

## Biografia e carreira
Robertson começou a sua carreira no snooker com tenra idade. Aos 17 anos chegou à terceira pré-eliminatória do Campeonato mundial de snooker.
Em julho de 2003 venceu o Campeonato Mundial Sub-21 na Nova Zelândia. Em 2004-2005, subiu ao lugar 32 no ranking, chegando às finais de 6 torneios, apesar de ter que jogar pelo menos 2 jogos qualificados para cada um. O seu break máximo em torneios que contam para o ranking é de 147 pontos, tendo-o conseguido pela primeira vez no China Open de 2010. Em 2010 sagrou-se campeão do mundo de snooker frente a Graeme Dott, com um resultado de 18-13, sendo o único australiano até ao presente a conseguir tal feito. Em dezembro de 2015 venceu o campeonato britânico de snooker batendo na final Liang Wenbo. Fez um break de 147 pontos num dos frames dessa final. Venceu também o campeonato britânico em 2013 e 2020 e o Masters em 2012 e 2022. Tem seis títulos da Triple Crown.

## Títulos
- Campeonato mundial de snooker - 2010
- Campeonato britânico de snooker - 2013, 2015, 2020
- Masters - 2012, 2022
- Bahrain Championship - 2008
- Wuxi Classic - 2013, 2014
- Grand Prix - 2006, 2009
- Welsh Open - 2007, 2019
- World Open - 2010
- China Open - 2013, 2019
- Riga Masters - 2016, 2018
- Scottish Open - 2017
- Torneio Campeão dos Campeões - 2016, 2019